# Богданов, Юрий Викторович
Ю́рий Ви́кторович Богда́нов (укр. Юрій Вікторович Богданов; 18 сентября 1972, Запорожье) — советский и украинский футболист, игравший на позициях полузащитника и нападающего. Всю профессиональную карьеру провёл в кировоградской «Звезде»

## Биография
Родился в Запорожье, но футболом начал заниматься в кировоградской ДЮСШ «Звезда». Первый тренер — Алексей Кацман. В 1991 году провёл первый матч в основной команде «Звезды», выступавшей во второй лиге чемпионата СССР. В следующем сезоне вместе с командой дебютировал в чемпионатах Украины. В составе кировоградского клуба прошёл путь от переходной до высшей лиги Украины. Дебютировал в высшем дивизионе 25 июля 1995 года, в домашнем матче против киевского «ЦСКА-Борисфена», на 80-й минуте выйдя на замену вместо Станислава Козакова. Всего за «Звезду» провёл более 200 игр, из которых 73 — в высшей лиге. Также выступал за фарм-клуб «Звезды» — «Звезду-2», во второй лиге чемпионата Украины. Завершил карьеру в 2000 году. По окончании выступлений играл за любительские «Икар-МАКБО» и «Ятрань» из Кировограда.

## Стиль игры
Преимущественно играл на позиции левого полузащитника, также мог провести игру в амплуа правого вингера.

## Достижения
- Бронзовый призёр Второй лиги чемпионата Украины (1): 1993/1994
- Победитель Первой лиги чемпионата Украины (1): 1994/1995